# Sjoerd Huisman
Sjoerd Huisman (Andijk, 19 de junio de 1986 – Avenhorn, 30 de diciembre de 2013) fue un patinador de velocidad neerlandés que se especializó en la maratón de patinaje de velocidad.

## Carrera
Huisman hizo su debut en la maratón de patinaje de velocidad en 2005 para convertirse en uno de los mejores velocistas del pelotón. Su mayor éxito fue ganar el campeonato holandés sobre hielo natural en 2009 en el Oostvaardersplassen. Un año más tarde Huisman ganó la Copa Essent y el Abierto Holandés en el lago Weissensee, Austria.
Huisman también tuvo éxito en el patinaje en línea. En 2010 ganó el campeonato del maratón holandés.
En mayo de 2011, Huisman se vio involucrado en un accidente de coche después de perder el conocimiento al volante. Siete meses más tarde regresó al pelotón.

## Vida personal y muerte
Su hermana, Mariska Huisman, es una de las más exitosas patinadoras de velocidad del maratón femenino de los Países Bajos.
El 30 de diciembre de 2013, Huisman murió de un paro cardíaco, a los 27 años de edad. Había terminado segundo detrás de Arjan Stroetinga en una de sus últimas carreras, el 22 de diciembre de 2013.